# Campionati del mondo di atletica leggera 2003 - Marcia 50 km
La marcia 50 km maschile si tenne il 27 agosto 2003, con partenza alle ore 7:50.

## Classifica finale
| Pos          | Atleti                       | Tempo   | Note |
| ------------ | ---------------------------- | ------- | ---- |
| 1            | Robert Korzeniowski (POL)    | 3:36:03 | WL   |
| 2            | German Skurygin (RUS)        | 3:36:42 | NR   |
| 3            | Andreas Erm (GER)            | 3:37:46 | NR   |
| 4            | Aleksey Voyevodin (RUS)      | 3:38:01 | PB   |
| 5            | Denis Nizhegorodov (RUS)     | 3:38:23 | PB   |
| 6            | Jesús Ángel García (ESP)     | 3:43:56 | SB   |
| 7            | Roman Magdziarczyk (POL)     | 3:44:53 | PB   |
| 8            | Trond Nymark (NOR)           | 3:46:14 | PB   |
| 9            | Sergey Korepanov (KAZ)       | 3:47:42 | SB   |
| 10           | Denis Langlois (FRA)         | 3:49:05 | SB   |
| 11           | Eddy Riva (FRA)              | 3:53:18 | PB   |
| 12           | Germán Sánchez (MEX)         | 3:53:24 | SB   |
| 13           | Peter Korčok (SVK)           | 3:54:12 | SB   |
| 14           | Mikel Odriozola (ESP)        | 3:56:27 |      |
| 15           | Fredrik Svensson (SWE)       | 3:56:31 | PB   |
| 16           | Spiridon Kastanis (GRE)      | 3:56:41 | SB   |
| 17           | Pedro Martins (POR)          | 3:58:10 |      |
| 18           | Bengt Bengtsson (SWE)        | 3:58:36 |      |
| 19           | Tim Berrett (CAN)            | 4:02:03 | SB   |
| Squalificati |                              |         |      |
| -            | Fumio Imamura (JPN)          | DSQ     |      |
| —            | Milos Holusa (CZE)           | DSQ     |      |
| —            | Modris Liepins (LAT)         | DSQ     |      |
| —            | Craig Barrett (NZL)          | DSQ     |      |
| —            | Tomasz Lipiec (POL)          | DSQ     |      |
| —            | Peter Tichy (SVK)            | DSQ     |      |
| —            | Curt Clausen (USA)           | DSQ     |      |
| —            | Yu Chaohong (CHN)            | DSQ     |      |
| —            | Aigars Fadejevs (LAT)        | DSQ     |      |
| —            | Jacob Sørensen (DEN)         | DSQ     |      |
| —            | Marco Giungi (ITA)           | DSQ     |      |
| —            | Grzegorz Sudoł (POL)         | DSQ     |      |
| —            | Janos Tóth (HUN)             | DSQ     |      |
| —            | Bian Aiguo (CHN)             | DSQ     |      |
| —            | Wang Yinhang (CHN)           | DSQ     |      |
| Ritirati     |                              |         |      |
| —            | Francisco Pinardo (ESP)      | DNF     |      |
| —            | Jamie Costin (IRL)           | DNF     |      |
| —            | Luis Fernando García (GUA)   | DNF     |      |
| —            | Aleksandar Raković (SCG)     | DNF     |      |
| —            | Miguel Ángel Rodríguez (MEX) | DNF     |      |